# Tatuajul
Tatuajul (în original Le tatoué) este un film franco-italian din 1968 cu Jean Gabin și Louis de Funès. Este regizat de Denys de La Patellière.

## Prezentare
Bogatul distribuitor de artă Félicien Mezeray (Louis de Funès) se întâlnește cu Legrain (Jean Gabin), un bătrân legionar ce are pe spate un tatuaj realizat în 1919 de pictorul Modigliani. Cum operele nefericitului pictor italian ajunseseră să fie vândute la prețuri mari, negustorul de artă se gândește să cumpere bucata de piele cu tatuaj și s-o vândă mai scump în SUA. El se oferă în schimb să-i renoveze casa de la țară a fostului legionar fără a ști că acesta din urmă era ultimul conte de Montignac, iar căsuța era un veritabil castel dărăpănat.

## Distribuție
- Jean Gabin - Contele Enguerand, Louis, Marie de Montignac alias Legrain (legionar)
- Louis de Funès - distribuitorul de artă Félicien Mézeray
- Paul Mercey - Maurice Pello, antreprenor
- Jo Warfield - Larsen, american, unul dintre cumpărătorii tatuajului
- Donald von Kurtz - Smith, american, celălalt cumpărător al tatuajului
- Dominique Davray - Suzanne Mézeray, soția lui Félicien
- Pierre Tornade - polițistul din Montignac
- Yves Barsacq  - poștașul din Montignac
- Ibrahim Seck  - valetul lui Mézeray
- Henri Virlogeux  - Dl  Dubois, pictor
- Hubert Deschamps  -  Mortemont, dermatolog
- Patrick Préjean și Pierre Maguelon  - detectivi
- Lyne Chardonnet  - Valérie Mézeray, fiica lui Félicien
- Pierre Guéant  - Richard Mézeray, fiul lui Félicien

## Legături externe
- Tatuajul la Internet Movie Database
- Interview du réalisateur Denys de La Patellière à propos de son film.
- Interview du comédien Michel Tureau à propos du film.
- Interview du cadreur Jean-Paul Schwartz à propos du film
- Interview du décorateur Michel de Broin à propos du film.